# Hanekulla
Hanekulla är ett naturreservat i Kinda kommun i Östergötlands län.
Området är naturskyddat sedan 2002 och är 54 hektar stort. Reservatet omfattar en höjd vid gården Hanekulla. Reservatet består av i öster av gammelskog av gran, tall och asp och i väster av betesmark med grova ekar och hamlade askar.